# Aeroportul Swakopmund
Aeroportul Swakopmund (IATA: SWP, ICAO: FYSM) este un aeroport din Swakopmund, Regiunea Erongo, Namibia.
Situat la o altitudine de 52 m, aeroportul dispune de o singură pistă.